# Pelastoneurus potomacus
Pelastoneurus potomacus är en tvåvingeart som beskrevs av Robinson 1992. Pelastoneurus potomacus ingår i släktet Pelastoneurus och familjen styltflugor.
Artens utbredningsområde är District of Columbia. Inga underarter finns listade i Catalogue of Life.